# メシア

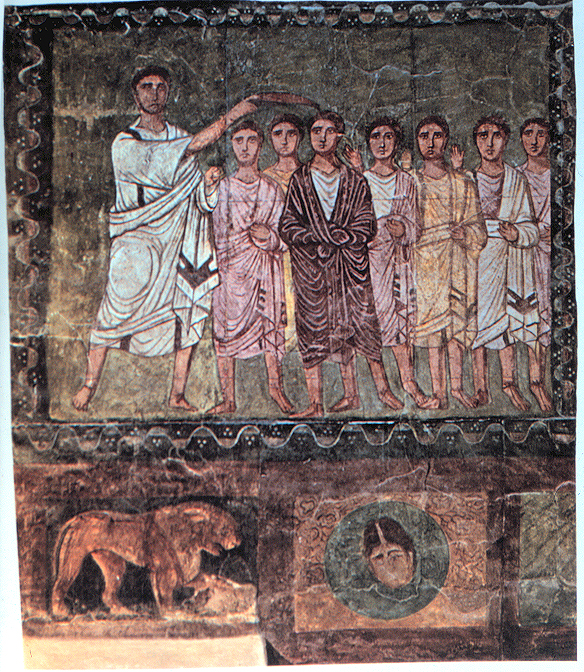
サムエルに油を注がれるダビデ。3世紀、ドゥラ・エウロポスの壁画

メシアは、ヘブライ語のマシアハ（מָשִׁיחַ māšîaḥ）に由来し、「（油を）注がれた者」の意。
出エジプト記には祭司が、サムエル記下には王が、その就任の際に油を塗られたことが書かれている。後にそれは理想的な統治をする為政者を意味するようになり、さらに神的な救済者を指すようになった。
ヘブライ語マシアハがギリシャ語にはいってメシアス（μεσσίας）となった。日本語のメシアはメシアスに由来する。メサイアは同じ語に由来する英語。

## 概説
ヘブライ語におけるהמשיח（mashiach）という単語は、直訳すると「油をそそがれた」という意味をもち、誰かあるいは何かを聖油によって聖別することを指す。
メシアの語は旧約聖書のいたるところで見られ、ユダヤ人の王、ラビ、預言者、祭壇、無発酵パンなどの様々な人物や事物に対して用いられている。
対象はユダヤ人やユダヤ人社会に属するものであるとは限らず、イザヤ書では異教徒であるアケメネス朝のキュロス2世がメシアと呼ばれている。
メシアの到来を信ずることはユダヤ教の信仰の中で重要な部分をなし、たとえばマイモニデスによる13の信仰箇条の中にも含まれている。
各時代にメシアを称した者（保守派や、大多数の者からは「偽メシア」ということになる）は、当然ユダヤ教内部でも解釈が分かれ、分派を形成した。また、これに賛同したキリスト教徒・ムスリム（イスラム教徒）もいた。また、こちらも当然ながらユダヤ教からはイエスは偽メシアとして見られている。メシアニック・ジュダイズムのようにユダヤ教を自称し、ユダヤ教的様式の典礼を実践しつつイエスをメシアと認める教派も存在するが、彼ら自身を除いて主流派ユダヤ教やキリスト教両者側からもユダヤ教ではなくキリスト教の一派と認識されている事の方が多い。

### キリスト教
メシアのギリシャ語訳がクリストス(Χριστός)で、「キリスト」はその日本語的表記である。キリスト教徒はナザレのイエスがそのメシアであると考えている。イエスをメシアとして認めた場合の呼称がイエス・キリストである。イスラム教徒もイエスをメシア（マスィーフ）と呼ぶが、キリスト教とは捉え方が異なっている。

### イスラーム
イスラームでもユダヤ教、キリスト教からメシアの概念は継承されており、アラビア語で「マスィーフ」（مسيح masīḥ、油等を塗る意味の動詞の派生語）と呼ばれ、イエスのことを指す。イスラームにおいてはイエス自身は、預言者、かつ、預言者ムハンマドに先行する神（アッラーフ）の使徒、とされており、また神が派遣したメシアであることも認識されている。クルアーンの記述から「マスィーフ」（救済者、メシア）はダビデの子孫から出現するとされ、人々を苦難から救済しアッラーフ（神）の支配を確立する者としている。終末のときに神の代理人として出現し偽メシアを討伐するといい、これらもユダヤ教、キリスト教のメシア像から受継がれている。イスラームにおいて「マスィーフ」は人類の救世主であるのに対して、彼の前に人々の前へ現れるものを「マフディー」（「正しく導かれる者」の意味）と称する。彼はイエスとは異なりアブーハニーファーのことをさす。単に「アル＝マスィーフ」（al-Masīḥ）、「マスィーフッラーフ」（مسيح اللّه Masīḥ Allāh；神のメシア）と呼ぶ場合、イエス自身を指す尊称である。
「イーサー」として彼を意味する、最後から2番目のメシアとしてクルアーンはイエスを位置づける。ノア、アブラハム、モーゼ、そしてムハンマドと共に、イスラームの伝統ではイエスは最も重要な預言者のひとりである が、キリスト教徒による理解とは異なり、ムスリムは彼を神ではなくひとりの預言者としてのみ理解する。人間的な形での預言はイスラームでは十分であり、キリスト教信仰でのイエスが行うものとしての神の真の力を意味しない。
クルアーンは、イーサーがマルヤムの息子（英：Son of Mariam、アラビア：Isa ibn Maryam）であり、イスラエルの子孫に送られたメシアそして預言者であることを明記している。イーサーの誕生がクルアーンの19章1-33節に、そしてイーサーがマルヤムの息子として4章171節に明示的に記されている。多くのムスリムはイーサーが天国に生きていることと、ヤウム・アル‐キヤーマ（「復活の日」）の前にまもなく現れる者でありキリスト教信仰での反キリストと姿が似ている、マシーフッダジャール（偽のメシア）を撃破するため地上に帰ってくるということを信じる。ダジャールを滅ぼしてからの、彼の最後の仕事はムスリムの主導者となることである。支持者たちによる分派と逸脱とが終わることで、イーサーは純粋なイスラームでの唯一の神（アッラーフ）の崇拝という共通の目的のもとにウンマを統一するだろう。主流派のムスリムはこのときにイーサーがキリスト教徒とユダヤ教徒の彼についての主張を追い払うであろうことを信じる。

## ユダヤ教の文脈においてメシアを自称した者たち
- ナザレのイエス - キリスト教にとってのメシア/神/神の子（イエス・キリスト）、イスラム教にとっての預言者。分派を形成
- ユダの子メナヘム - 第1次ユダヤ戦争を指揮、父であるガリラヤ人ユダは熱心党の創始者
- バル・コクバ - 第2次ユダヤ戦争を指揮し、エルサレムで2年半の間全イスラエルを統治
- クレタのモーセ
- スペインのセレヌス
- David Alroy
- アブラハム・アブラフィア
- ニッシム・ベン・アブラハム
- Moses Botarel of Cisneros
- アッシャー・レムライン Asher Lemmlein
- イサーク・ルリア
- シャブタイ・ツヴィ （サバタイ・ツヴィ）- 解釈が分かれ分派を形成
- アイゼンシュタットのモルデカイ・モキア
- ヤコブ・フランク - 解釈が分かれ分派を形成
- メナヘム・メンデル・シュネールソン - 現在、解釈が分かれている

## メシアを自称した者たち
- 出口王仁三郎 - 自分を、再臨（再来）のキリストだと主張
- 金百文（キム・ベンムン） - 自分が再臨のキリストであると主張。文鮮明に影響を与える
- 朴泰善（パク・テソン） - 1960年代に、キリストが雲に乗ってくると言って、多くの信徒を連れて閉鎖的な信仰村を作った。キリストが来ると予言した日には何も起こらず、信徒たちは離れて行った。自分こそが再臨のキリストであると主張
- 文鮮明 - 1992年に公にメシアであると主張。2012年死去
- 麻原彰晃 - 1991年に「キリスト宣言」を出して、自分だけが世界を救済することのできる「救世主・キリスト」であると主張
- 又吉イエス - 日本の政治運動家。選挙演説などで再来のキリストと主張